# John Rogers
John Rogers (1500 – Londres, 4 de fevereiro de 1555) foi um clérigo inglês, tradutor da Bíblia e comentarista. Ele conduziu o desenvolvimento da Matthew Bible na língua inglesa durante o reinado de Henrique VIII e foi o primeiro mártir protestante inglês no reinado de Maria I de Inglaterra, que estava determinada a restaurar o Catolicismo Romano.

## Vida
Rogers estudou no Pembroke College em Cambridge e se tornou capelão dos mercadores ingleses em Antuérpia em 1534. De acordo com suas notas, publicou uma tradução completa da Bíblia para o inglês (1537), sob o pseudônimo de "Thomas Matthew". A Bíblia ficou conhecida como a Matthew Bible após esse pseudônimo, que provavelmente representa o próprio John Rogers ou William Tyndale. Naquela época, Rogers se tornou protestante e se casou com a cidadã de Antuérpia, Adriana de Weyden. Desde 1537, Rogers viveu com sua família por alguns anos em Wittenberg para aprender o alemão e para ler e estudar os escritos de Martinho Lutero e sua teologia. Ele retornou à Inglaterra em 1548 e deu palestras teológicas na Catedral de São Paulo. No início do reinado da Rainha Maria I de Inglaterra, ele foi preso e acusado de heresia. Depois de um ano em cativeiro, ele foi condenado pelo lorde chanceler Stephen Gardiner. Em 4 de fevereiro de 1555, Rogers foi o primeiro mártir protestante sob o governo de Maria Tudor a ser queimado no local de execução de Smithfield em Londres.